# Ramón Eguiazábal
Ramón Eguiazábal (né le 14 avril 1896 à Irun et mort en 1939 à Lyon) est un footballeur international espagnol. Il participe aux Jeux olympiques d'été de 1920, remportant la médaille d'argent avec l'Espagne.

## Biographie
Ramón Eguiazábal reçoit trois sélections en équipe d'Espagne lors de l'année 1920.
Il participe aux Jeux olympiques d'été de 1920 organisés en Belgique. Lors du tournoi olympique, il joue trois matchs : contre le Danemark, la Belgique, et les Pays-Bas.

## Palmarès

### équipe d'Espagne
- Jeux olympiques de 1920 :
  -  Médaille d'argent.

### Real Unión de Irún
- Coupe d'Espagne :
  - Vainqueur : 1918 et 1924.